# Liste der kanadischen Senatoren aus Nova Scotia
Die Liste der Senatoren Kanadas aus Nova Scotia zeigt alle ehemaligen und aktuellen Mitglieder des kanadischen Senats aus der Provinz Nova Scotia. Die Provinz wird durch zehn Senatoren vertreten.
Mit der revidierten Fassung des British North America Act von 1915 wurde die Möglichkeit geschaffen, pro senatorische Region zwei zusätzliche Senatoren zu ernennen. Nova Scotia gehört zur Region der Seeprovinzen, die auch New Brunswick und Prince Edward Island umfasst.
Da sich der Beitritt von Prince Edward Island um mehrere Jahre verzögerte, wurden die vier Sitze, die dieser Provinz eigentlich zustanden, vorübergehend New Brunswick und Nova Scotia zugeteilt. Nachdem Prince Edward Island 1873 beigetreten war, wurden die zwei folgenden Vakanzen in Nova Scotia nicht ersetzt.
Stand: Dezember 2019

## Amtierende Senatoren
|  | Name                        | Partei           | Division    | Ernennung am  | Vorschlag von | Zwingender Rücktritt |
|  | --------------------------- | ---------------- | ----------- | ------------- | ------------- | -------------------- |
|  | Wanda Elaine Thomas Bernard | unabhängig (ISG) | Nova Scotia | 10. Nov. 2016 | J. Trudeau    | 1. Aug. 2028         |
|  | Dan Christmas               | unabhängig (ISG) | Nova Scotia | 6. Dez. 2016  | J. Trudeau    | 10. Sep. 2031        |
|  | Jane Cordy                  | unabhängig (PSG) | Nova Scotia | 9. Juni 2000  | Chrétien      | 2. Juli 2025         |
|  | Mary Coyle                  | unabhängig (ISG) | Nova Scotia | 4. Dez. 2017  | J. Trudeau    | 5. Nov. 2029         |
|  | Colin Deacon                | unabhängig (ISG) | Nova Scotia | 15. Juni 2018 | J. Trudeau    | 1. Nov. 2034         |
|  | Stephen Greene              | unabhängig (CSG) | Halifax     | 2. Jan. 2009  | Harper        | 8. Dez. 2024         |
|  | Stan Kutcher                | unabhängig (ISG) | Nova Scotia | 12. Dez. 2018 | J. Trudeau    | 16. Dez. 2026        |
|  | Michael MacDonald           | Konservative     | Cape Breton | 2. Jan. 2009  | Harper        | 4. Apr. 2030         |

## Ehemalige Senatoren
|  | Name                          | Partei                  | Division                  | Ernennung am  | Vorschlag von | Mandatsende   |
|  | ----------------------------- | ----------------------- | ------------------------- | ------------- | ------------- | ------------- |
|  | William Almon                 | Liberal-Konservative    | Halifax                   | 15. Apr. 1879 | Macdonald     | 18. Feb. 1901 |
|  | John Hawkins Anderson         | Liberale                | Nova Scotia               | 23. Okt. 1867 | Proklamation  | 24. Dez. 1870 |
|  | Thomas Dickson Archibald      | Liberal-Konservative    | North Sydney              | 23. Okt. 1867 | Proklamation  | 18. Okt. 1890 |
|  | Augustus Irvine Barrow        | Liberale                | Halifax-Dartmouth         | 8. Mai 1974   | P. Trudeau    | 15. Feb. 1988 |
|  | Adam Carr Bell                | Konservative            | Pictou                    | 23. Okt. 1911 | Borden        | 30. Okt. 1912 |
|  | Caleb Rand Bill               | Liberal-Konservative    | North Sydney              | 23. Okt. 1867 | Proklamation  | 1. Feb. 1872  |
|  | Thomas Reuben Black           | Liberale                | Amherst                   | 10. Dez. 1904 | Laurier       | 14. Sep. 1905 |
|  | Frederick Murray Blois        | Progressiv-Konservative | Colchester-Hants          | 14. Jan. 1960 | Diefenbaker   | 12. Dez. 1976 |
|  | Bernie Boudreau               | Liberale                | Nova Scotia               | 4. Okt. 1999  | Chrétien      | 26. Okt. 2000 |
|  | John George Bourinot sr.      | Liberal-Konservative    | Nova Scotia               | 23. Okt. 1867 | Proklamation  | 21. Jan. 1884 |
|  | John Buchanan                 | Konservative            | Halifax                   | 12. Sep. 1990 | Mulroney      | 22. Apr. 2006 |
|  | Peggy Butts                   | Liberale                | Nova Scotia               | 23. Sep. 1997 | Chrétien      | 15. Aug. 1999 |
|  | Thomas Cantley                | Konservative            | New Glasgow               | 20. Juli 1935 | Bennett       | 24. Feb. 1945 |
|  | James William Carmichael      | Liberale                | Nova Scotia               | 31. Dez. 1898 | Laurier       | 24. Apr. 1903 |
|  | Charles Edward Church         | Liberale                | Lunenburg                 | 28. Feb. 1902 | Laurier       | 3. Jan. 1906  |
|  | Ezra Churchill                | Liberal-Konservative    | Nova Scotia               | 3. Feb. 1871  | Macdonald     | 8. Mai 1874   |
|  | Ambroise-Hilaire Comeau       | Liberale                | Digby County              | 15. Jan. 1907 | Laurier       | 25. Aug. 1911 |
|  | Gerald Comeau                 | Konservative            | Nova Scotia               | 30. Aug. 1990 | Mulroney      | 30. Nov. 2013 |
|  | Joseph Willie Comeau          | Liberale                | Clare                     | 1. Dez. 1948  | Saint-Laurent | 10. Jan. 1966 |
|  | Harold Joseph Connolly        | Liberale                | Halifax North             | 28. Juli 1955 | Saint-Laurent | 14. Mai 1979  |
|  | Ernest Cottreau               | Liberale                | South Western Nova        | 8. Mai 1974   | P. Trudeau    | 28. Jan. 1989 |
|  | Jim Cowan                     | Liberale                | Nova Scotia               | 24. März 2005 | Martin        | 22. Jan. 2017 |
|  | Adam Brown Crosby             | Konservative            | Halifax                   | 20. Jan. 1917 | Borden        | 10. März 1921 |
|  | Nathaniel Curry               | Konservative            | Amherst                   | 20. Nov. 1912 | Borden        | 23. Dez. 1931 |
|  | Rufus Curry                   | Liberale                | Nova Scotia               | 12. März 1903 | Laurier       | 30. März 1905 |
|  | William Dennis                | Konservative            | Halifax                   | 20. Nov. 1912 | Borden        | 11. Juli 1920 |
|  | William Henry Dennis          | Progressiv-Konservative | Halifax                   | 3. Feb. 1932  | Bennett       | 18. Jan. 1954 |
|  | Robert B. Dickey              | Konservative            | Amherst                   | 23. Okt. 1867 | Proklamation  | 14. Juli 1903 |
|  | Fred Dickson                  | Konservative            | Halifax                   | 2. Jan. 2009  | Harper        | 9. Feb. 2012  |
|  | Richard Donahoe               | Progressiv-Konservative | Halifax                   | 13. Sep. 1979 | Clark         | 27. Sep. 1984 |
|  | William Duff                  | Liberale                | Lunenburg                 | 28. Feb. 1936 | King          | 25. Apr. 1953 |
|  | Edward Farrell                | Liberale                | Liverpool                 | 12. Jan. 1910 | Laurier       | 6. Aug. 1931  |
|  | Michael Forrestall            | Konservative            | Nova Scotia               | 27. Sep. 1990 | Mulroney      | 9. Juni 2006  |
|  | Edward Girroir                | Progressiv-Konservative | Antigonish                | 20. Nov. 1912 | Borden        | 8. Mai 1932   |
|  | Alasdair Graham               | Liberale                | The Highlands             | 27. Apr. 1972 | P. Trudeau    | 21. Mai 2004  |
|  | Robert Patterson Grant        | Liberale                | Pictou                    | 2. Feb. 1877  | Mackenzie     | 13. Nov. 1892 |
|  | Paul Hatfield                 | Liberale                | Yarmouth                  | 7. Okt. 1926  | King          | 28. Jan. 1935 |
|  | Charles Hawkins               | Liberale                | Milford-Hants             | 2. Mai 1950   | Saint-Laurent | 14. Aug. 1958 |
|  | Henry Hicks                   | Liberale                | Annapolis Valley          | 27. Apr. 1972 | P. Trudeau    | 5. März 1990  |
|  | John Holmes                   | Konservative            | Nova Scotia               | 23. Okt. 1867 | Proklamation  | 3. Juni 1876  |
|  | Gordon Isnor                  | Liberale                | Halifax-Dartmouth         | 2. Mai 1950   | Saint-Laurent | 17. März 1973 |
|  | Henry Kaulback                | Konservative            | Lunenburg                 | 27. März 1872 | Macdonald     | 8. Jan. 1896  |
|  | Edward Kenny                  | Konservative            | Nova Scotia               | 23. Okt. 1867 | Proklamation  | 11. Apr. 1876 |
|  | John James Kinley             | Liberale                | Queens-Lunenburg          | 18. Apr. 1945 | King          | 12. Juni 1971 |
|  | Michael Kirby                 | Liberale                | Nova Scotia               | 13. Jan. 1984 | P. Trudeau    | 31. Okt. 2006 |
|  | John Locke                    | Liberale                | Nova Scotia               | 23. Okt. 1867 | Proklamation  | 12. Dez. 1873 |
|  | Hance Logan                   | Liberale                | Cumberland                | 5. Feb. 1929  | King          | 26. Dez. 1944 |
|  | John Lovitt                   | Liberale                | Yarmouth                  | 18. Dez. 1896 | Laurier       | 13. Apr. 1908 |
|  | Finlay MacDonald              | Progressiv-Konservative | Halifax                   | 21. Dez. 1984 | Mulroney      | 4. Jan. 1998  |
|  | John Alexander Macdonald      | Progressiv-Konservative | Richmond West-Cape Breton | 2. März 1932  | Bennett       | 11. Juni 1945 |
|  | John Michael Macdonald        | Progressiv-Konservative | Cape Breton               | 24. Juni 1960 | Diefenbaker   | 20. Juni 1997 |
|  | Allan MacEachen               | Liberale                | Highlands-Canso           | 29. Juni 1984 | P. Trudeau    | 6. Juli 1996  |
|  | Alexander Macfarlane          | Konservative            | Wallace                   | 10. Okt. 1870 | Macdonald     | 14. Dez. 1898 |
|  | David MacKeen                 | Konservative            | Cape Breton               | 21. Feb. 1896 | Bowell        | 15. Okt. 1915 |
|  | Donald MacLennan              | Liberale                | Margaree Forks            | 29. Jan. 1940 | King          | 19. Okt. 1953 |
|  | Peter Francis Martin          | Konservative            | Halifax                   | 5. Dez. 1921  | Meighen       | 2. Mai 1935   |
|  | John McCormick                | Konservative            | Sydney Mines              | 21. Sep. 1921 | Meighen       | 21. Feb. 1936 |
|  | Jonathan McCully              | Liberale                | Nova Scotia               | 23. Okt. 1867 | Proklamation  | 28. Sep. 1970 |
|  | John Alexander McDonald       | Liberale                | King’s                    | 18. Apr. 1945 | King          | 16. Apr. 1962 |
|  | William McDonald              | Konservative            | Cape Breton               | 12. Mai 1884  | Macdonald     | 4. Juli 1916  |
|  | James Drummond McGregor       | Liberale                | New Glasgow               | 24. Apr. 1903 | Laurier       | 1. Okt. 1910  |
|  | Tom McInnis                   | Konservative            | Nova Scotia               | 6. Sep. 2012  | Harper        | 9. Apr. 2020  |
|  | Thomas McKay                  | Liberal-Konservative    | Colchester                | 24. Dez. 1881 | Macdonald     | 13. Jan. 1912 |
|  | William McKay                 | Konservative            | Cape Breton               | 20. Nov. 1912 | Borden        | 8. Nov. 1915  |
|  | Archibald McLelan             | Liberal-Konservative    | Londonderry               | 21. Juni 1869 | Macdonald     | 20. Mai 1881  |
|  | John Stewart McLennan         | Konservative            | Sydney                    | 10. Feb. 1916 | Borden        | 15. Sep. 1939 |
|  | Terry Mercer                  | unabhängig (PSG)        | Northend Halifax          | 7. Nov. 2003  | Chrétien      | 6. Mai 2022   |
|  | William Miller                | Liberal-Konservative    | Richmond                  | 23. Okt. 1867 | Proklamation  | 23. Feb. 1912 |
|  | Wilfred Moore                 | Liberale                | Stanhope St./South Shore  | 26. Sep. 1996 | Chrétien      | 14. Jan. 2017 |
|  | Robert Muir                   | Progressiv-Konservative | Cape Breton-The Sydneys   | 26. März 1979 | P. Trudeau    | 10. Nov. 1994 |
|  | Margaret Norrie               | Liberale                | Colchester-Cumberland     | 27. März 1972 | P. Trudeau    | 16. Okt. 1980 |
|  | Jeremiah Northrup             | Liberale                | Halifax                   | 10. Okt. 1870 | Macdonald     | 10. Apr. 1879 |
|  | Kelvin Ogilvie                | Konservative            | Nova Scotia               | 27. Aug. 2009 | Harper        | 6. Nov. 2017  |
|  | Clement O’Leary               | Progressiv-Konservative | Antigonish-Guysborough    | 25. Sep. 1962 | Diefenbaker   | 12. Juni 1969 |
|  | Donald Oliver                 | Konservative            | South Shore               | 7. Sep. 1990  | Mulroney      | 16. Nov. 2013 |
|  | Gerard Phalen                 | Liberale                | Nova Scotia               | 4. Okt. 2001  | Chrétien      | 28. März 2009 |
|  | Lawrence Power                | Liberale                | Halifax                   | 2. Feb. 1877  | Mackenzie     | 12. Sep. 1921 |
|  | Clarence Primrose             | Liberal-Konservative    | Pictou                    | 28. Nov. 1892 | Abbott        | 12. Dez. 1902 |
|  | Felix Quinn                   | Konservative            | Bedford-Halifax           | 20. Juli 1935 | Bennett       | 28. März 1961 |
|  | Edgar Nelson Rhodes           | Konservative            | Amherst                   | 20. Juli 1935 | Bennett       | 15. März 1942 |
|  | John William Ritchie          | Konservative            | Nova Scotia               | 23. Okt. 1867 | Proklamation  | 28. Sep. 1870 |
|  | Wishart Robertson             | Liberale                | Shelburne                 | 19. Feb. 1943 | King          | 24. Dez. 1965 |
|  | Jean-Louis Philippe Robicheau | Konservative            | Digby-Clare               | 20. Juli 1935 | Bennett       | 1. März 1948  |
|  | William Roche                 | Liberale                | Halifax                   | 12. Jan. 1910 | King          | 19. Okt. 1925 |
|  | William Ross                  | Liberale                | Victoria                  | 18. Mai 1905  | Laurier       | 17. März 1912 |
|  | William Benjamin Ross         | Konservative            | Middleton                 | 20. Nov. 1912 | Borden        | 10. Jan. 1929 |
|  | Calvin Ruck                   | Liberale                | Nova Scotia               | 11. Juni 1998 | Chrétien      | 4. Sep. 2000  |
|  | Donald Smith                  | Liberale                | Queens-Shelburne          | 28. Juli 1955 | Saint-Laurent | 7. Juli 1980  |
|  | George Isaac Smith            | Progressiv-Konservative | Colchester                | 7. Aug. 1975  | P. Trudeau    | 19. Dez. 1982 |
|  | John Stanfield                | Konservative            | Colchester                | 17. Feb. 1921 | Meighen       | 22. Jan. 1934 |
|  | John Benjamin Stewart         | Liberale                | Antigonish-Guysborough    | 13. Jan. 1984 | P. Trudeau    | 19. Nov. 1999 |
|  | Charles Elliott Tanner        | Progressiv-Konservative | Pictou                    | 20. Jan. 1917 | Borden        | 13. Jan. 1946 |
|  | Edward Thériault              | Liberale                | Nova Scotia               | 20. Apr. 1968 | P. Trudeau    | 20. Dez. 1968 |
|  | Earl Urquhart                 | Liberale                | Inverness-Richmond        | 24. Feb. 1966 | Pearson       | 17. Aug. 1971 |
|  | Frank Corbett Welch           | Progressiv-Konservative | King’s                    | 25. Sep. 1962 | Diefenbaker   | 14. Juli 1975 |
|  | Benjamin Wier                 | Liberale                | Nova Scotia               | 23. Okt. 1867 | Proklamation  | 14. Apr. 1868 |

## Regionale Senatoren der Seeprovinzen
Die nachfolgenden Senatoren wurden gemäß Artikel 26 der Verfassung zu zusätzlichen Vertretern der Seeprovinzen ernannt. Diese Regelung kam bisher nur einmal zur Anwendung.
|  | Name               | Partei                  | Division                | Ernennung am  | Vorschlag von | Mandatsende  |
|  | ------------------ | ----------------------- | ----------------------- | ------------- | ------------- | ------------ |
|  | Michael Forrestall | Konservative            | Dartmouth/Eastern Shore | 27. Sep. 1990 | Mulroney      | 9. Juni 2006 |
|  | James W. Ross      | Progressiv-Konservative | Maritimes Divisional    | 27. Sep. 1990 | Mulroney      | 25. Mai 1993 |